# Peter Ölvecký
Peter Ölvecký (* 11. Oktober 1985 in Trenčín, Tschechoslowakei) ist ein ehemaliger slowakischer Eishockeyspieler, der zuletzt bis 2019 beim HC Dukla Trenčín in der slowakischen Extraliga unter Vertrag stand, mit dem er bereits 2004 slowakischer Meister geworden war. Mit der slowakischen Eishockeynationalmannschaft nahm er an je zwei Olympischen Winterspielen und Weltmeisterschaften teil.

## Karriere
Peter Ölvecký begann seine Karriere als Eishockeyspieler beim HC Dukla Trenčín, für den er von 2003 bis 2005 in der slowakischen Extraliga aktiv war. Mit seiner Mannschaft wurde der Angreifer gleich in seinem Rookiejahr, in dem er 16 Spiele absolvierte, erstmals Slowakischer Meister. Anschließend wurde er im NHL Entry Draft 2004 in der dritten Runde als insgesamt 78. Spieler von den Minnesota Wild ausgewählt. Die Sudbury Wolves, die ihn beim CHL Import Draft desselben Jahres in der ersten Runde an Position 14 gezogen hatten, kamen so nicht zum Zuge. Nachdem der Linksschütze von 2005 bis 2008 bereits für Minnesotas Farmteam aus der American Hockey League, die Houston Aeros, aufgelaufen war, gab er in der Saison 2008/09 sein Debüt in der National Hockey League für die Wild. Er erzielte in 31 Spielen insgesamt sieben Scorerpunkte, darunter zwei Tore.
Im Juli 2009 unterschrieb Ölvecký als Free Agent einen Vertrag bei den Nashville Predators. In der Saison 2009/10 kam er allerdings nur zu einem Einsatz in der NHL und spielte überwiegend im Farmteam bei den Milwaukee Admirals in der AHL. In der gleichen Saison absolvierte er auch einige Spiele für die Manitoba Moose, ehe der Slowake im Oktober 2010 einen Kontrakt beim HC Dukla Trenčín unterschrieb, bei dem er bereits während seiner Jugendzeit gespielt hatte. Nach 25 Spielen, in denen er 26 Punkte erzielt hatte, verließ er den Verein im Januar 2011 wieder und unterschrieb einen Vertrag bei KalPa Kuopio in der SM-liiga.
Für die Saison 2011/12 wurde Ölvecký vom HC Lev Poprad aus der Kontinentalen Hockey-Liga verpflichtet. Für die Mannschaft blieb er in sechs Spielen punkt- und straflos, ehe sein Vertrag im Januar 2012 vorzeitig aufgelöst wurde. Anschließend erhielt er einen Probevertrag bei den Växjö Lakers aus der Elitserien, der am 29. Januar bis Saisonende verlängert wurde. Ende Juni des gleichen Jahres erhielt er einen Probevertrag beim HC Slovan Bratislava. Anfang September, kurz vor Saisonbeginn, wurde sein Vertrag bis 2013 verlängert.
Im Anschluss an die Saison 2014/15 verließ er Slovan und kehrte zu seinem Heimatverein Dukla Trenčín zurück. Dort beendete er, nach kurzen Abstechern nach Tschechien, 2019 seine Karriere.

### International
Für die Slowakei nahm Ölvecký im Juniorenbereich an der U20-Junioren-Weltmeisterschaft 2005 teil. 
Mit den slowakischen Männern spielte er bei den Weltmeisterschaften 2009, als er die beste Bullybilanz des Turniers erreichte, und 2013 sowie den Olympischen Winterspielen in Sotschi 2014 und in Pyeongchang 2018.

## Erfolge und Auszeichnungen
- 2004 Slowakischer Meister mit dem HC Dukla Trenčín

## Karrierestatistik

### International
Vertrat die Slowakei bei:
- U20-Junioren-Weltmeisterschaft 2005
- Weltmeisterschaft 2009
- Weltmeisterschaft 2013
- Olympischen Winterspielen 2014
- Olympischen Winterspielen 2018

(Legende zur Spielerstatistik: Sp oder GP = absolvierte Spiele; T oder G = erzielte Tore; V oder A = erzielte Assists; Pkt oder Pts = erzielte Scorerpunkte; SM oder PIM = erhaltene Strafminuten; +/− = Plus/Minus-Bilanz; PP = erzielte Überzahltore; SH = erzielte Unterzahltore; GW = erzielte Siegtore; 1 Play-downs/Relegation; Kursiv: Statistik nicht vollständig)